# アナル・ランギ
アナル・ランギ(Anaru Rangi、1988年10月19日 - ）は、スーパーラグビー・パシフィック、レベルズに所属するラグビー選手。

## プロフィール
- ニュージーランド・ウェリントン出身[1]。
- ポジションはフッカー(HO)。
- 身長 181cm、体重 117kg
- バーバリアンズに選ばれたことがある[2]。

## 略歴
パース・スピリット、フォース、メルボルン・ライジング、レベルズを経て、2020年、NTTコミュニケーションズシャイニングアークス(現・NTTコミュニケーションズ シャイニングアークス東京ベイ浦安)に加入。
2021年3月26日にジャパンラグビートップリーグ第5節東芝ブレイブルーパス戦に先発出場で日本での公式戦初出場を果たす。
2022年、NTTコミュニケーションズ シャイニングアークス東京ベイ浦安退団後、ベイ・オブ・プレンティを経て、同年、レベルズに復帰。